# Uvariopsis dicaprio
Uvariopsis dicaprio er en kritisk truet art af et tropisk stedsegrønt træ i slægten Uvariopsis. Den findes kun i Ebo-skoven i Cameroun. Den blev beskrevet i 2022 af botanikere fra Royal Botanic Gardens, Kew og er opkaldt efter Leonardo DiCaprio.